# IAI Harpy
IAI Harpy je bezpilotní bojový letoun vyráběný Israel Aerospace Industries. Je navržen k útokům na radarové systémy a optimalizován pro roli potlačení pozemní protivzdušné obrany (SEAD). Za tím účelem je vybaven výbušnou bojovou hlavicí. Mimo Izrael byl prodán také několika zahraničním uživatelům, včetně Jižní Korey, Turecka, Indie a Číny.

## Historie
V roce 2004 se Harpy dostala do ohniska úsilí Spojených států o omezení prodeje zbraní a pokročilých vojenských technologií lidové Číně. Poté, co byly v roce 1994 Čínské lidové republice prodány stoje v hodnotě přibližně 55 milionů USD, došlo v roce 2004 k jejich návratu k výrobci, aby byly v souladu se smlouvou upgradovány. Spojené státy, v obavě, že v případě konfliktu s Čínou by Harpy představovaly hrozbu pro tchajwanské a americké síly, požadovaly, aby Izrael bezpilotní letouny zabavil a anuloval kontrakt. Podle Izraele je Harpy zcela domácí konstrukce a neobsahuje žádné komponenty amerického původu. V roce 2005 byly stroje vráceny do Číny, aniž by proběhla modernizace. Tento incident ochladil vztahy mezi Spojenými státy a Izraelem a vedl k suspendování jeho postavení vývojového partnera programu Joint Strike Fighter. Nicméně již 6. listopadu 2005 Izrael oznámil, že byl do programu opět přizván.

## Specifikace

### Technické údaje
- Délka: 2,7 m
- Rozpětí: 2,1 m
- Pohonná jednotka: 1 × Wankelův motor UEL AR731
- Výkon pohonné jednotky: 28 kW

### Výkony
- Maximální rychlost: 185 km/h
- Dolet: 500 km

### Výzbroj
- výbušná hlavice o hmotnosti 32 kg

## Uživatelé
- Čína
- Chile
- Indie
- Izrael
- Jižní Korea
- Turecko